# György Tumpek
György Tumpek (Boedapest, 12 januari 1929 – Szigethalom, 21 december 2022) was een Hongaars zwemmer. 
Op de Europese kampioenschappen zwemmen van 1954 in Turijn behaalde Tumpek de titel op de 200 meter vlinderslag, wat toen een nieuw toegevoegd nummer was. Hij nam deel aan de Olympische Zomerspelen van 1956 in Melbourne; ook op de Olympische Spelen was de 200 meter vlinderslag een nieuwe afstand, waarop Tumpek derde werd. 
Eerder bezat Tumpek het wereldrecord op de 100 meter vlinderslag (tussen 31 mei 1953 en 4 februari 1955. Hiermee was hij de eerst geregistreerde recordhouder op deze zwemslag. Toen er in 1957 nieuwe regels voor de vlinderslag kwamen, bezat hij wederom als eerste het wereldrecord.
Tumpek overleed op 93-jarige leeftijd.